# Silke Johanna Fischer
Silke Johanna Fischer (* 1982 in Nürnberg) ist eine deutsche Theaterregisseurin.
Silke Johanna Fischer studierte Theaterwissenschaft, Germanistik, Philosophie und Isländisch an der Freien und an der Humboldt-Universität Berlin.
Zwischen 2012 und 2014 arbeitete sie als Regieassistentin am Gerhart-Hauptmann-Theater Görlitz-Zittau. Dort machte sie zudem ihr Regie-Debüt.
Bis 2014/15 war sie am Schauspielhaus Chemnitz als Regieassistentin engagiert.
Seit Ende der Spielzeit 2014/15 arbeitet Silke Johanna Fischer als freischaffende Regisseurin.
Es folgten Inszenierungen am Theater Kiel, Volkstheater Rostock, Teatr Polski Wroclaw, Theater Chemnitz, am Mittelsächsischen Theater Freiberg und am Stadttheater Kempten.
Silke Johanna Fischer lebt mit ihrer Familie in Chemnitz.

## Inszenierungen (Auswahl)
- 2012: Diener zweier Herren von Carlo Goldoni, Gerhart Hauptmann-Theater Zittau
- 2012: In 80 Tagen um die Welt nach Jules Verne, Gerhart Hauptmann-Theater Zittau
- 2013: Die Erben des Galilei von Martin Bauch (UA), Schauspielhaus Chemnitz
- 2014: Gegen die Liebe von Esteve Soler, Die Theater Chemnitz
- 2014: Vom Ende der Kindheit - In Transit von Nis-Momme Stockmann, Die Theater Chemnitz
- 2014: Leben Gundlings Friedrich von Preußen Lessings Schlaf Traum Schrei von Heiner Müller, Die Theater Chemnitz
- 2015: Zorro, Die Theater Chemnitz
- 2015: Gefesselt nach Federíco Lorcas "Bernarda Albas Haus", Die Theater Chemnitz
- 2016: Biedermann und die Brandstifter von Max Frisch, Teatr Polski Wroclaw
- 2017: Der kleine Lord Fauntleroy von Marc Gruppe, Die Theater Chemnitz
- 2018: Die kleine Hexe von Otfried Preußler, Die Theater Chemnitz
- 2018: Die Unendliche Geschichte nach Michael Ende, Die Theater Chemnitz[2]
- 2020: Die 39 Stufen nach John Buchan und Alfred Hitchcock, Die Theater Chemnitz[3]
- 2021: Pippi Langstrumpf nach Astrid Lindgren, Volkstheater Rostock[4]
- 2021: Offene Zweierbeziehung von Dario Fo und Franca Rame, Volkstheater Rostock[5]
- 2022: Alte Liebe nach Elke Heidenreich und Bernd Schroeder, Volkstheater Rostock[6]
- 2022: "KUNST" von Yasmina Reza, Volkstheater Rostock[7]
- 2022: Der Talisman von Johann Nepomuk Nestroy, Mittelsächsisches Theater Freiberg[8]
- 2022: Pippi Langstrumpf nach Astrid Lindgren, Theater Kiel[9]
- 2023: Heidi nach Johanna Spyri, Theater in Kempten[10]
- 2023: Die 3 Musketiere von Alexandre Dumas, Die Theater Chemnitz[11]